# 凱爾·席格
凱爾·杜爾·席格（英語：Kyle Duerr Seager，1987年11月3日—），為美國職棒大聯盟的三壘手，現已退休。他於2009年美國職棒大聯盟選秀第三輪被水手隊選走，並於2011年登上大聯盟。

## 職業生涯

### 西雅圖水手
2011年7月6日，水手隊買下他的合約。而他在隔日登上大聯盟。8月19日，他擊出大聯盟生涯首轟。該年他出賽53場比賽，打擊率2成58，3轟53分打點。2012年是他的第一個完整球季，在他155場的出賽中，他繳出打擊率2成59，20轟86分打點的成績。2013年6月5日，他在延長14局擊出追平比分的滿貫全壘打。該年他出賽160場比賽，打擊率2成60，22轟69分打點。
2014年4月23日，他擊出生涯第一支再見全壘打。而他也與白襪隊的荷西·阿布瑞尤一同獲選單週表現最佳球員。6月2日，他面對洋基隊單場擊出2支三壘安打，1支二壘安打以及一發全壘打。7月7日，因為埃德溫·恩卡納西翁受傷，因此席格遞補入選明星賽。該年他的打擊率為2成68，25轟96分打點皆為生涯新高。11月4日，他獲得了生涯首座金手套。
2014年12月2日，他與水手隊簽下7年1億美金的延長合約。2015年球季，席格的打擊率為2成66，26轟74分打點。
2016年4月25日，席格擊出生涯100轟。該年他的打擊率為2成78，30轟99分打點。他與弟弟柯瑞·席格都達成單季至少25轟的紀錄。不過他單季18次失誤是大聯盟最多。
2017年，他出賽154場比賽，打擊率2成49，27轟88分打點。他也達成連續6個球季至少單季20轟以上的紀錄。
2018年4月7日，他擊出生涯第1000支安打。該年的打擊率2成21雖然為生涯新低，不過22轟78分打點讓他繼續維持單季20轟的紀錄。
2019年春訓，席格在比賽中不慎造成左手受傷。他也從開季缺席了53場比賽，直到5月底才回歸球場。8月13日，席格擊出三響砲，成為水手隊史第11位達成三響砲的選手。
2020年8月5日，席格敲出生涯200轟。8月17日，他與弟弟柯瑞·席格達成同場開轟的成就。前一次有兄弟達成同場開轟已得追溯至2001年6月7日，由César Crespo和Felipe Crespo達成。
2020年，他的打擊率為2成41，並敲出9轟與40分打點。2021年，雖然他的打擊率2成12寫下生涯新低，但敲出35轟與101分打點卻雙雙寫下個人新高。球季結束後，席格首度成為自由球員。不過他在12月29日宣布退休，結束11年的棒球生涯。

## 個人生活
席格於2011年結婚，並育有兩女一子。而他從小就是洋基球迷，偶像是德瑞克·基特。

## 外部連結
- 球員資訊和成績在MLB，ESPN，Baseball-Reference，Fangraphs（英文）
- 凱爾·席格在台灣棒球維基館上的頁面（繁體中文）